# Wręczyca (województwo śląskie)
Wręczyca (Stara Wręczyca) – osada w Polsce położona w województwie śląskim, w powiecie kłobuckim, w gminie Wręczyca Wielka.
W latach 1975–1998 miejscowość administracyjnie należała do województwa częstochowskiego.